# Pneumatopteris mingendensis
Pneumatopteris mingendensis är en kärrbräkenväxtart som först beskrevs av Alexander Gilli, och fick sitt nu gällande namn av Holtt. Pneumatopteris mingendensis ingår i släktet Pneumatopteris och familjen Thelypteridaceae. Inga underarter finns listade.